# Сент-Джон (Міссурі)
Сент-Джон (англ. St. John) — місто (англ. city) в США, в окрузі Сент-Луїс штату Міссурі. Населення — 6643 особи (2020).

## Географія
Сент-Джон розташований за координатами 38°42′53″ пн. ш. 90°20′47″ зх. д. / 38.71472° пн. ш. 90.34639° зх. д. (38.714841, -90.346265).  За даними Бюро перепису населення США в 2010 році місто мало площу 3,67 км², уся площа — суходіл.

## Демографія
Згідно з переписом 2010 року, у місті мешкало 6517 осіб у 2624 домогосподарствах у складі 1658 родин. Густота населення становила 1775 осіб/км².  Було 2953 помешкання (804/км²).
Расовий склад населення:
| - 67,4 % — білих - 24,3 % — чорних або афроамериканців - 1,8 % — азіатів - 0,4 % — корінних американців - 0,1 % — вихідців з тихоокеанських островів - 2,8 % — осіб інших рас |

До двох чи більше рас належало 3,3 %. Частка іспаномовних становила 6,8 % від усіх жителів.
За віковим діапазоном населення розподілялося таким чином: 24,1 % — особи молодші 18 років, 63,6 % — особи у віці 18—64 років, 12,3 % — особи у віці 65 років та старші. Медіана віку мешканця становила 36,3 року. На 100 осіб жіночої статі у місті припадало 92,4 чоловіків;  на 100 жінок у віці від 18 років та старших — 89,3 чоловіків також старших 18 років.
Середній дохід на одне домашнє господарство  становив 48 417 доларів США (медіана — 38 732), а середній дохід на одну сім'ю — 56 598 доларів (медіана — 49 293). Медіана доходів становила 39 211 долар для чоловіків та 31 866 доларів для жінок. За межею бідності перебувало 9,5 % осіб, у тому числі 11,3 % дітей у віці до 18 років та 8,8 % осіб у віці 65 років та старших.
Цивільне працевлаштоване населення становило 3221 осіб. Основні галузі зайнятості: освіта, охорона здоров'я та соціальна допомога — 16,7 %, роздрібна торгівля — 14,5 %, виробництво — 11,4 %, мистецтво, розваги та відпочинок — 11,1 %.